# Anthony (chanteur)
 (février 2024).
La mise en forme du texte ne suit pas les recommandations de Wikipédia : il faut le « wikifier ».
Les points d'amélioration suivants sont les cas les plus fréquents. Le détail des points à revoir est peut-être précisé sur la page de discussion.
- Les titres sont pré-formatés par le logiciel. Ils ne sont ni en capitales, ni en gras.
- Le texte ne doit pas être écrit en capitales (les noms de famille non plus), ni en gras, ni en italique, ni en « petit »…
- Le gras n'est utilisé que pour surligner le titre de l'article dans l'introduction, une seule fois.
- L'italique est rarement utilisé : mots en langue étrangère, titres d'œuvres, noms de bateaux, etc.
- Les citations ne sont pas en italique mais en corps de texte normal. Elles sont entourées par des guillemets français : « et ».
- Les listes à puces sont à éviter, des paragraphes rédigés étant largement préférés. Les tableaux sont à réserver à la présentation de données structurées (résultats, etc.).
- Les appels de note de bas de page (petits chiffres en exposant, introduits par l'outil «  Source ») sont à placer entre la fin de phrase et le point final[comme ça].
- Les liens internes (vers d'autres articles de Wikipédia) sont à choisir avec parcimonie. Créez des liens vers des articles approfondissant le sujet. Les termes génériques sans rapport avec le sujet sont à éviter, ainsi que les répétitions de liens vers un même terme.
- Les liens externes sont à placer uniquement dans une section « Liens externes », à la fin de l'article. Ces liens sont à choisir avec parcimonie suivant les règles définies. Si un lien sert de source à l'article, son insertion dans le texte est à faire par les notes de bas de page.
- La présentation des références doit suivre les conventions bibliographiques. Il est recommandé d'utiliser les modèles {{Ouvrage}}, {{Chapitre}}, {{Article}}, {{Lien web}} et/ou {{Bibliographie}}. Le mode d'édition visuel peut mettre en forme automatiquement les références.
- Insérer une infobox (cadre d'informations à droite) n'est pas obligatoire pour parachever la mise en page.

Pour une aide détaillée, merci de consulter Aide:Wikification.
Si vous pensez que ces points ont été résolus, vous pouvez retirer ce bandeau et améliorer la mise en forme d'un autre article.
Anthony, de son vrai nom Antonio Ilardo, est un chanteur italien né le 17 juillet 1989 à Massa di Somma, dans la région en Campanie. Il est connu dans la musique néo-mélodique.

## Biographie
Anthony s’intéresse très tôt à la musique. Il commence sa carrière musicale en 2003, il sort son son premier album, intitulé E Guagliuncelle et distribué par GS Record.

## Carrière musicale
En 2004, il sort son second opus intitulé Il cammino dell’età, distribué par Zeus
Anthony participe également à des émissions de télévision italiennes telles que E la chiama estate, diffusée sur la chaîne Rai 1, et Ciao Darwin, où il chante la chanson Su di noi de l'artiste Pupo, Le invasioni barbariche.
En 2008, sa chanson Esageratamente est choisie comme l’une des bandes originales du film Gomorra,.
En 2013, il enregistre l’album I segreti dell’amore produit et distribué par Zeus, un nouvel album après quatre ans.
En 2014, la chanson E Chiammalo tirée de l’album L’oroscopo del cuore a été incluse parmi les bandes originales de la série télévisée Gomorra.
En 2017, il sort l'album N'ata parta a me.
en 2019, il sort l'album 10.

## Controverse
En 2019, une déclaration d'Anthony selon laquelle «la Camorra est un choix de vie qui doit être respecté», considérée comme faisant faisant l'apologie de la mafia, déclenche une polémique.

## Discographie

### Albums studios
- 2003 - E Guagliuncelle
- 2004 - Il cammino dell'età
- 2006 - Esplosione d'amore
- 2007 - Cchiu'assaje
- 2008 - Cambio direzione
- 2009 - L'oroscopo del cuore
- 2013 - I segreti dell'amore
- 2014 - Sabato e dummeneca
- 2017 - 'N'ata parte 'e me
- 2019 - Dieci

### Participations
- 2008 - Gomorra - La colonna sonora - (partecipa con Esageratamente) - (Radio Fandango)
- 2011 - 5 (Cinque) di Francesco Dominedò
- 2014 - Gomorra - La série - (partecipa E Chiamallo)

### Collaborations
- 2004 - Leo Ferrucci feat. Anthony - Senza nu pato
- 2006 - Tony Marciano feat. Anthony - Te sto vicino
- 2007 - Mirko Di Leo feat. Anthony – Na storia fernuto'
- 2007 - Ciro Di Vaio feat. Anthony – Nun à fà suffrì
- 2007 - Alessio feat. Anthony - Chella già fa ammore
- 2008 - Lucio feat. Anthony - Chella nun fa pe' tte
- 2008 - Manuel Foria feat. Anthony – A guagliona toja
- 2008 - Raffaello Junior feat. Anthony – Overo me si frate
- 2009 - Sandro feat. Anthony – Nu guaglion malamente
- 2009 - Genny Fenny feat. Anthony & Gianluca – Protagonisti di lei
- 2009 - Enzo Barone feat. Anthony – Pè mezz'ora
- 2010 - Pino Giordano feat. Anthony – Nun m'adda chiamma'
- 2010 - Lusy feat. Anthony – Giù le mani
- 2010 - Anonimo feat. Anthony – Nu grande amico
- 2010 - Annalisa feat. Anthony – Doppio Gioco
- 2011 - Francesco Langella feat. Anthony – Si ce tien a st'ammor
- 2011 - Alessio feat Anthony - Chella gia' fa ammore - (reinserito nell'album Ancora noi)
- 2011 - Tony Marciano feat. Anthony – Nun Ciamma Arrenner
- 2011 - Davide Arezzi feat. Anthony – come un gioco
- 2011 - Mario Daniele feat. Anthony – nuje nun simme delinquenT
- 2011 - Antonella Vitale feat. Anthony - na storia overa
- 2011 - Stefano Altamura feat. Anthony – te può fa male
- 2011 - Tony Napolitano feat. Anthony – n'ata vita
- 2011 - Emy feat. Anthony – 'O stesso sangue
- 2011 - Natalia Bianca feat. Anthony – Ti amo da Morire
- 2011 - Pina De Simone feat. Anthony – Note di passione
- 2011 - Maicol feat. Anthony – Chiammalo e dincelle
- 2011 - Enzo Di Palma feat. Anthony – Si cchiu' 'e 'nu frate
- 2011 - Terry feat. Anthony – Nun te voglio perdere
- 2011 - Tony Arca feat. Anthony – Aggio Sbagliato
- 2012 - Francesco Langella feat. Anthony – 'A vita 'e l'emigrante
- 2012 - Luigi Esposito feat. Anthony – Ma c'aggia fa'
- 2012 - Adriano Spina feat. Anthony – Te fa' Male
- 2012 - Marco Calone feat. Anthony – Nun Te Perdere
- 2012 - Nino Esposito feat. Anthony – Cagn stu destin
- 2012 - Salvo Di Napoli feat. Anthony – Nun Turnà a Sbaglià
- 2012 - Andrea feat. Anthony – Ti Perdonerà
- 2012 - Gianluca Carpentieri feat. Anthony – Si pierde 'a libertà
- 2012 - Alessio Cola feat. Anthony – Nun cia facce a vivere
- 2013 - Elena feat. Anthony – Una storia difficile
- 2013 - Christian feat. Anthony – Cà cirche a ffà
- 2013 - Raffaello Junior feat. Anthony – Over me si frate - (nuova versione)
- 2013 - Luigi Ivone feat. Anthony – Ce stong ij cu tte
- 2013 - Vito Sirio feat. Anthony – Non chiamare il dottore
- 2013 - Gigi Caruso feat. Anthony – Nunn'a pensa
- 2013 - Luca Maris feat.Anthony - Luntan senza e te
- 2014 - Franco D'Amore feat. Anthony - N'atu 'Nnammurat
- 2014 - Valentina Belli feat. Anthony - Ij e te
- 2014 - Mery feat. Anthony - Lass a chillu lla'
- 2014 - Rosario Albano feat. Anthony - Nun 'e possibile
- 2014 - Nino Belli feat. Anthony - A luna e 'o sole
- 2014 - Umberto Sanselmo feat. Anthony - Si tu vuo stasera
- 2015 - Anthony feat. Camilla Grieco - All'improvviso
- 2015 - Anthony feat. Gianluca Cora - La tua libertà
- 2016 - Anthony feat. Giuseppe Mauro - Simm frate
- 2016 - Anthony feat. Gianluigi - Na vita sbagliata
- 2018 - Luigi Addate feat. Anthony - Tu vivi nei pensieri
- 2019 - Anthony feat. Enzo Dong - "Mammà"
- 2019 - Awhon Ft. Anthony - "A Mezzanotte "
- 2019 - Anna Orefice feat. Anthony - "So 'Nammurata "
- 2020 - Ivan Doria feat. Anthony - "Chesta Notte "
- 2020 - Anthony - "Se parla e te
- 2022 - Luis Add feat. Anthony - "0 in tasca"